# Maria Carta
Maria Carta, född 24 juni 1934 i Siligo, Sardinien, död 22 september 1994 i Rom, var en italiensk sångare och skådespelare.

## Filmografi
- Jesus från Nasaret (film), Marta
- Gudfadern del II, mor till Vito Corleone
- Utsökta lik, Fru Cres